# Tehla
Tehla (maďarsky Töhöl) je obec na Slovensku v okrese Levice. První písemná zmínka o obci pochází z roku 1251, kdy byla obec uvedena jako Tuhl. V roce 1930 zde žilo 666 obyvatel. V letech 1938 až 1945 byla obec ( v důsledku první vídeňské arbitráže) součástí Maďarska. Je zde reformovaný kostel, který je klasicistní stavbou z počátku 19. století. Nejbližší římskokatolický kostel je v 6 km vzdálené obci Veľký Ďur. V obci žije 489 obyvatel.